# OR2T6
OR2T6 (англ. Olfactory receptor family 2 subfamily T member 6) – білок, який кодується однойменним геном, розташованим у людей на короткому плечі 1-ї хромосоми.  Довжина поліпептидного ланцюга білка становить 308 амінокислот, а молекулярна маса — 34 765.
| 10         |  | 20         |  | 30         |  | 40         |  | 50         |
| ---------- |  | ---------- |  | ---------- |  | ---------- |  | ---------- |
| MNENNETLTR |  | GFTLMGLFTH |  | NKCSGFFFGV |  | ICAVFFMAMI |  | ANGVMIFLIN |
| IDPHLHTPMY |  | FLLSHLSVID |  | TLYISTIVPK |  | MLVDYLMGEG |  | TISFIACTAQ |
| CFLYMGFMGA |  | EFFLLGLMAY |  | DRYVAICNPL |  | RYPVLISWRV |  | CWMILASSWF |
| GGALDSFLLT |  | PITMSLPFCA |  | SHQINHFFCE |  | APTMLRLACG |  | DKTTYETVMY |
| VCCVAMLLIP |  | FSVVTASYTR |  | ILITVHQMTS |  | AEGRKKAFAT |  | CSSHMMVVTL |
| FYGAALYTYT |  | LPQSYHTPIK |  | DKVFSAFYTI |  | LTPLLNPLIY |  | SLRNRDVMGA |
| LKRVVARC   |  |            |  |            |  |            |  |            |

A: Аланін

C: Цистеїн

D: Аспарагінова кислота

E: Глутамінова кислота

F: Фенілаланін

G: Гліцин

H: Гістидин

I: Ізолейцин

K: Лізин

L: Лейцин

M: Метіонін

N: Аспарагін

P: Пролін

Q: Глутамін

R: Аргінін

S: Серин

T: Треонін

V: Валін

W: Триптофан

Кодований геном білок за функціями належить до рецепторів, g-білокспряжених рецепторів, білків внутрішньоклітинного сигналінгу. 
Задіяний у такому біологічному процесі як поліморфізм. 
Локалізований у клітинній мембрані.